# Леонід Калниньш
Леонід Калниньш (латис. Leonīds Kalniņš, нар. 13 лютого 1957, Томська область, РРФСР) — латвійський військовослужбовець, командувач Національними збройними силами Латвії з 2017 року, генерал-лейтенант. Нагороджений орденом Вієстура (2008).

## Біографія
У 1990 році закінчив Харківську військову академію. З 1997 року почав службу в 51-му батальйоні Земессардзе. У 2003 році був призначений командиром Навчального центру розвідників. З 2003 по 2005 рік служив в Командуванні управління навчанням. У 2006 році заступник командувача латвійським контингентом в Іраку. У 2011 році закінчив курс офіцера генштабу в коледжі командування армією і генштабу в США. У 2013 році закінчив курс вищого командного складу в Балтійському коледжі оборони (Естонія). З 28 червня 2016 року — начальник Об'єднаного штабу НВС, з 27 січня 2017 року призначений командувачем Національними збройними силами Латвії.